# Strofio (figlio di Criso)
Strofio (in greco antico: Στρόφιος?) è un personaggio della mitologia greca, figlio di Criso e di Antifazia. Re della Focide e padre di Astidamia e di Pilade.

## Mitologia
Al tempo in cui il giovane Oreste cercava un rifugio dove nascondersi da sua madre Clitemnestra, che aveva assassinato a tradimento il padre Agamennone con la complicità dell'amante Egisto, Strofio fu complice dell'esule e lo nascose in Fòcide. Durante la sua permanenza, Oreste conobbe Pilade e ne divenne amico.